# مدیا فکتوری
مدیا فکتوی (به انگلیسی: Media Factory)، با نام سابق Media Factory, Inc. (株式会社メディアファクトリー) یک ناشر و برند ژاپنی از انتشارات شرکت کودوکاوا است. این شرکت در اول دسامبر سال ۱۹۸۶ تأسیس شد و دفتر مرکزی آن در شیبویا-کو، توکیو واقع شده‌است. این یکی از شرکت‌های تابعه شرکت ریکروت است. مدیا فکتوری احتمالاً اولین توزیع کننده انیمه بود که از سایت‌ها درخواست می‌کرد تا سایت‌های فن‌ساب را به انیمه دارای مجوز این شرکت پیوند ندهند. در تاریخ ۱۲ اکتبر ۲۰۱۱، مدیا فکتوری توسط کادوکاوا به مبلغ ۸٬۰۰۰٬۰۰۰٬۰۰۰ ین خریداری شد. مدیا فکتوری پس از توقف انتشار انیمه پوکمون در اول اکتبر ۲۰۱۳، دیگر به عنوان کابوشیکی گایشا (ابرشرکت) محسوب نشد و با هشت شرکت دیگر ادغام شد و به یک شرکت تجاری از کادوکاوا تبدیل شد.